# Kohn Sámuel (főrabbi)
Kohn Sámuel (Baja, 1841. szeptember 21. – Budapest, Erzsébetváros, 1920. március 11.) zsidó hittudós, a Pesti Izraelita Hitközség főrabbija, történész, az Izraelita Magyar Irodalmi Társulat elnöke.

## Életpályája
Kohn Ignác és Neuschlosz Karolina fiaként született, unokája Kohn Schwerin Götz bajai rabbinak. Gimnáziumi tanulmányait a ciszterciek bajai gimnáziumában végezte, utána két évig Pápán zsidó tanulmányokat folytatott. 1858-tól külföldön, a boroszlói  zsidó hittudományi szemináriumban tanult teológiát, ahol Zecharias Frankel, Manuel Joël, Heinrich Graetz, David Rosin voltak tanárai; és 1865-ben a boroszlói egyetemen bölcsészdoktori oklevelet nyert. Mikor a pesti zsidóság 1866-ban magyar hitszónoki állást szervezett, a hitközség Kohn Sámuelt hívta meg; június 2-án az ő ajkáról hangzott el az első magyar nyelvű zsidó hitszónoklat a Dohány utcai zsinagógában. Ezek után a hitközség rabbijává választották. Tevékeny része volt az 1868. évi zsidó egyetemes zsinat összehívásában. A rabbiképző intézet vezérlő bizottságában, ú. m. a VI. községkerületben az elnöki tisztet foglalta el.
Sokat tett a pesti zsidóság magyarosítása érdekében. Rabbiműködése 40. évfordulója alkalmából a Pesti Izraelita Hitközség közgyűlése 1906 májusában a főrabbi címet adományozta neki.[forrás?] I. Ferenc József előbb a királyi tanácsosi, utóbb az udvari tanácsosi ranggal tüntette ki. Halálát tüdő- és veselob okozta. Felesége Lőwbehr Katalin volt.
Tudományos munkáit magyarul, németül és héberül írta, legszívesebben történeti tanulmányokkal foglalkozott.

### Cikkei

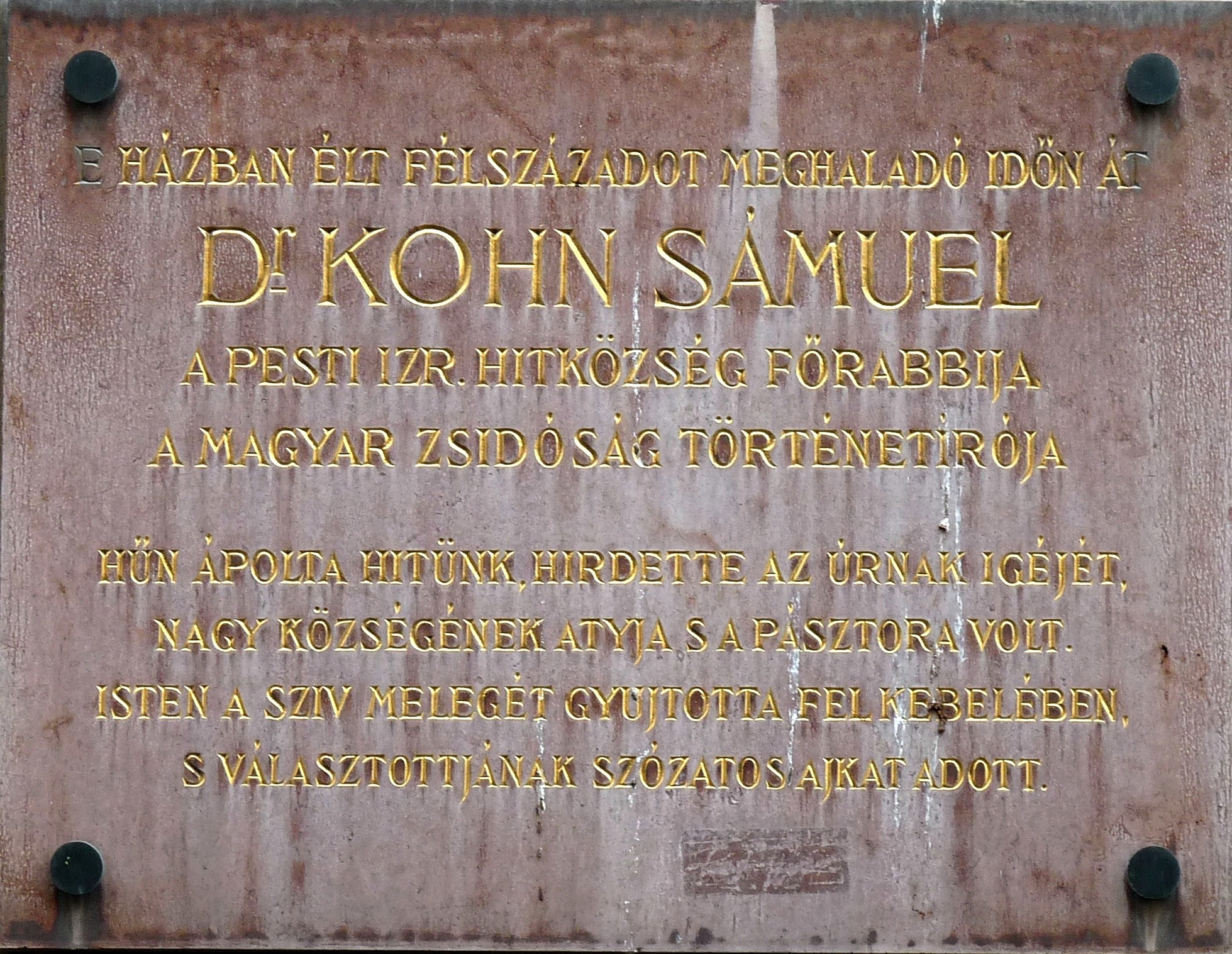
Emléktáblája egykori lakhelyén (VII. ker., Holló utca 4)

Cikkei a dr. Kayserlinggel együtt szerkesztett Ung.-Jüdische Wochenschriftben (1871-72. sz. -n jegy és Kronau Miksa álnév alatt írt tárcacikkek); a Honban (1877. 320., 321. sz. A herceg és a rabbi, leány, zsidó-magyar monda a XV. századból); a Történelmi Tárban (1881. Az 1279. budai zsinat végzései); a Zeitschrift d. deutschen morgenländischen Gesellschaft c. folyóiratban (1884. Zur neuesten Literatur der Samaritaner, 1893. Die samar. Pentateuch-Uebersetzung nach d. Ausg. von Petermann u. Vollers); a Századokban (1887. A visszafoglalt Budavár zsidó lakosságának állítólagos emlékirata 1686-ból); a Magyar Zsidó Szemlében (1884. A honfoglaló magyarok és a zsidók, 1887. Török időkből való zsidó sirkő Budán, 1891. Az ó-budai zsidó hitközség a mult század közepe felé, 1898. Schwerini kohn Götz); a Frankel-Grätz, Monatschrift für die Gesch. d. Judenthumsban, a M. Nyelvőrben (1881., 1888.) és a napilapokban; a Pallas Nagy Lexikonában a zsidó történetet írta.

## Művei
- Der Prophet Eljah in der Legende. Bresslau. 1863
- Die Pentateucho Samaritano ejusque cum versionibus antiquis nexu. Lipsiae, 1865. (Doctori dissertatio)
- Samaritanische Studien. Beiträge zur samaritanischen Pentateuch-Uebersetzung und Lexicographie. Breslau, 1868 Online
- Hogyan fogadjuk és hogyan hálálhatjuk meg az egyenjogusítást? Zsinagógai beszéd. Pest, 1868
- Gedächtnissrede bei Enthüllung des Meisel-Denkmals, Ugyanott, 1868
- Gedächtnissrede über Dr. W. A. Meisel. Uo. 1868
- Was haben die jüngsten Vorgänge innerhalb der ungarischen Judenheit zu bedeuten? Predigt, gehalten am 16. April 1870. Uo. 1870
- Festrede gelegentlich der Feier der Emancipation. Uo. 1868. (Német és magyar szöveg)
- Worte der Trauer und der Anerkennung, gesprochen am Sarge der Frau Veronika v. Ullman. Uo. 1869
- Worte der Trauer und der Anerkennung, gesprochen am Sarge der Frau Jeanette v. Goldberger. Uo. 1870
- Zsinagógai szónoklatok. Budapest, 1875
- Zur Sprache, Literatur und Dogmatik der Samaritaner. Leipzig, 1875 Online
- Die beiden Gotteswege. Gedächtnissrede auf Dr. Zacharias Frankl. Uo. 1875
- Trauerrede, gehalten am Sarge der Frau Elisabeth Grünbaum. Uo. 1875
- A magyar nemzeti múzeum könyvtárának héber kéziratai (Bp., 1877). (Különlenyomat a Magyar Könyvszemléből.)
- Mardochai Ben Hillel. Sein Leben und seine Schriften (Breslau, 1877). (Különlenyomat a Történelmi Tárból.)
- Izrael bajnoka. Emlékbeszéd Cremieux Izsák Adolf fölött. Tartotta a budapesti izrael. hitközség zsinagógájában 1880. febr. 29. Uo. 1880
- Mit tegyünk az ellenünk intézett támadásokkal szemben? Zsinagógai beszéd. Budapest, 1880
- Héber kútforrások és adatok Magyarország történetéhez (Bp., 1881)
- A zsidók története Magyarországon a legrégibb időktől a mohácsi vészig (Bp., 1884). Részben kiadatlan kútforrások nyomán. Budapest, 1884. (Csak az első kötet jelent meg, ez azonban igen értékes anyaggyűjtemény és feldolgozás.)
- A szombatosok. Történetük, dogmatikájuk és irodalmuk. Különös tekintettel Péchi Simon főkanczellár életére és munkáira. Budapest, 1889. Online (Először a Magyar Zsidó Szemlében. Önálló német kiadása 1894-ben jelent meg. Online)
- Emlékbeszéd  Hirschler Ignácz felett. Uo. 1891